# Pasquale Anfossi
Pasquale Anfossi (Taggia, 1727. április 5. – Róma, 1797. február) itáliai zeneszerző.

## Élete
Kezdetben előadó zenész akart lenni, 1744 és 1752 között a nápolyi Loreto Konzervatóriumban tanult hegedűt. Körülbelül tíz évig játszott ezen a hangszeren egy operazenekarban. Ezután úgy döntött, hogy zeneszerző lesz, és Sacchininél meg Piccininél tanult, de negyvenöt éves koráig nem ért el számottevő sikert. 
1773 és 1782 között a velencei Ospedalettóban maestro di cappella volt. 1782 és 1786 között Londonban zeneigazgatóként dolgozott, és ott írta Il trionfo della costanza című operáját. 1789-ben azonnal abbahagyta az új operák gyártását tollából, amely húsz éve megszakítás nélkül állt, és ettől kezdve Anfossi az egyházi zenére szorítkozott. Kinevezték a lateráni Szent János bazilika maestro di capella-nak, és ezt a posztot haláláig megtartotta.

## Művei

### Operák
| Cím                                                                            | Műfaj               | Felvonás | Librettó                        | Premier                | Város, színház                                     | Megjegyzés                                                               |
| ------------------------------------------------------------------------------ | ------------------- | -------- | ------------------------------- | ---------------------- | -------------------------------------------------- | ------------------------------------------------------------------------ |
| La serva spiritosa                                                             | bohózat             | 2        |                                 | 1763 farsangja         | Róma, Teatro Capranica                             |                                                                          |
| Lo sposo di tre e marito di nessuna                                            | zenés vígjáték      | 3        | Antonio Palomba                 | 1763 ősze              | Nápoly, Teatro Nuovo                               | Pietro Guglielmivel                                                      |
| Il finto medico                                                                | zenés vígjáték      | 3        |                                 | 1764 tele              | Nápoly, Teatro Nuovo                               |                                                                          |
| Fiammetta generosa                                                             | zenés vígjáték      | 3        |                                 | 1766 farsangja         | Nápoly, Teatro dei Fiorentini                      | Niccolò Piccinnivel                                                      |
| I matrimoni per dispetto                                                       | zenés vígjáték      | 3        | Antonio Palomba                 | 1767 farsangja         | Nápoly, Teatro Nuovo                               |                                                                          |
| La clemenza di Tito                                                            | zenedráma           | 3        | Pietro Metastasio               | 1769. május 30.        | Róma, Teatro Argentina                             |                                                                          |
| Armida                                                                         | zenedráma           | 3        | Jacopo Durandi                  | 1770 farsangja         | Teatro Regio (Torino)                              | Torquato Tasso műve alapján rendezte Gaetano Pugnani Pietro Benedettivel |
| Cajo Mario                                                                     | dráma               | 3        | Gaetano Roccaforte              | 1770 ősze              | Velence, Teatro San Benedetto                      |                                                                          |
| Quinto Fabio                                                                   | zenedráma           | 3        | Apostolo Zeno                   | 1771 farsangja         | Róma, Teatro delle Dame                            |                                                                          |
| Nitteti                                                                        | zenedráma           | 3        | Pietro Metastasio               | 1771. augusztus 13.    | Nápoly, Teatro di San Carlo                        | Gaspare Pacchierottival                                                  |
| Lucio Papirio                                                                  | zenedráma           | 3        | Apostolo Zeno                   | 1771                   | Róma, Teatro delle Dame                            | bizonytalan időpont                                                      |
| I visionari                                                                    |                     |          | Giovanni Bertati                | 1771                   | Róma, Teatro delle Dame                            | bizonytalan időpont                                                      |
| Alessandro nell'Indie                                                          | zenedráma           | 3        | Pietro Metastasio               | 1772 farsangja         | Róma, Teatro Argentina                             |                                                                          |
| L'amante confuso                                                               | zenés vígjáték      | 3        | Saverio Zini                    | 1772 ősze              | Nápoly, Teatro dei Fiorentini                      |                                                                          |
| Il barone di Rocca Antica (La finta zingara per amore)                         | intermezzo, bohózat | 2        | Giuseppe Petrosellini           | 1772                   | Drezda                                             | Carlo Franchi; Anfossi a második felvonás szerzője                       |
| La Giannetta, ossia l'incognita perseguitata (Matilde ritrovata)               | vígjáték            | 3        | Giuseppe Petrosellini           | 1773. január 9.        | Róma, Teatro delle Dame                            | Carlo Goldoni művéből                                                    |
| Demofoonte                                                                     | zenedráma           | 3        | Pietro Metastasio               | 1773 farsangja         | Róma, Teatro Argentina                             |                                                                          |
| Antigono                                                                       | zenedráma           | 3        | Pietro Metastasio               | Ascensione 1773        | Velence, Teatro San Benedetto                      |                                                                          |
| Achille in Sciro                                                               | zenedráma           | 3        | Pietro Metastasio               | 1774 farsangja         | Róma, Teatro Argentina                             |                                                                          |
| La finta giardiniera                                                           | vígjáték            | 3        | Sconosciuto                     | 1774 farsangja         | Róma, Teatro delle Dame                            | a librettista Giuseppe Petrosellini vagy Ranieri de’ Calzabigi           |
| Lucio Silla                                                                    | zenedráma           | 3        | Giovanni de Gamerra             | 1774 áldozócsütörtökje | Velence, Teatro San Samuele                        | a szövegkönyv eredetileg Wolfgang Amadeus Mozartnak készült              |
| Il geloso in cimento o la vedova bizzarra (La vedova scaltra)                  | vígjáték            | 3        | Giovanni Bertati                | 1774. május 25.        | Bécs, Burgtheater                                  | Carlo Goldoni                                                            |
| Olimpiade                                                                      | zenedráma           | 3        | Pietro Metastasio               | 1774. december 26.     | Velence, Teatro San Benedetto                      |                                                                          |
| La contadina incivilita (Il principe di Lagonegro, ossia l'innocente premiata) | vígjáték            | 3        | Niccolò Tassi                   | 1775 farsangja         | Velence, Teatro San Moisè                          |                                                                          |
| Didone abbandonata                                                             | zenedráma           | 3        | Pietro Metastasio               | 1775 áldozócsütörtökje | Venezia, Teatro San Moisè                          |                                                                          |
| L'avaro (La fedeltà nelle angustie)                                            | vígjáték            | 3        | Giovanni Bertati                | 1775 ősze              | Velence, Teatro San Moisè                          |                                                                          |
| La vera costanza                                                               | vígjáték            | 3        | Francesco Puttini               | 1776. január 2.        | Róma, Teatro delle Dame                            |                                                                          |
| La donna instabile                                                             |                     |          | G. Bertati                      | 1776                   | Bécs                                               | bizonytalan időpont                                                      |
| Montezuma                                                                      | zenés dráma         | 3        | Alvisi Giusti                   | 1776                   | Reggio Emilia, Teatro Antico vagyis Monte di pietà | szövegkönyv talán Vittorio Amedeo Cigna-Santi                            |
| Isabella e Rodrigo, o sia la costanza in amore                                 | vígjáték            | 2        | Giovanni Bertati                | 1776 ősze              | Velence, Teatro Grimani di San Samuele             |                                                                          |
| Il curioso indiscreto                                                          | vígjáték            | 3        |                                 | 1777 farsangja         | Róma, Teatro delle Dame                            | a librettó Giovanni Bertati, Giuseppe Petrosellini vagy kettejük műve    |
| Gengis-Kan                                                                     | zenedráma           | 3        |                                 | 1777 farsangja         | Torino, Teatro Regio                               |                                                                          |
| La vaga frascatana contrastata dagli amori umiliati                            | vígjáték            | 2        |                                 | 1777. május            | Ravenna, Teatro del Collegio dei Nobili            |                                                                          |
| Adriano in Siria                                                               | zenedráma           | 3        | Pietro Metastasio               | 1777. június           | Padova, Teatro Nuovo                               |                                                                          |
| Lo sposo disperato (Lo zotico incivilito, Gli sposi in contrasto)              | vígjáték            | 2        | Giovanni Bertati                | 1777 ősze              | Velence, Teatro San Moisè                          |                                                                          |
| Il controgenio                                                                 | zenedráma           |          | Giuseppe Petrosellini           | 1778 farsangja         | Róma, Teatro Valle                                 |                                                                          |
| Ezio                                                                           | zenedráma           | 3        | Pietro Metastasio               | 1778 áldozócsütörtökje | Velence, Teatro San Moisè                          |                                                                          |
| La forza delle donne                                                           | vígjáték            | 2        | Giovanni Bertati                | 1778 ősze              | Velence, Teatro San Moisè                          |                                                                          |
| L'americana in Olanda                                                          | vígjáték            | 2        | Nunziato Porta                  | 1778 ősze              | Velence, Teatro San Samuele                        |                                                                          |
| Orlando Paladino                                                               | zenedráma           |          |                                 | 1778                   | Bécs, Hoftheater                                   | bizonytalan időpont                                                      |
| Cleopatra                                                                      | dráma               | 3        | Mattia Verazi                   | 1779 farsangja         | Milánó, Teatro alla Scala                          |                                                                          |
| Il matrimonio per inganno                                                      | vígjáték            | 2        | Giovanni Bertati                | 1779 tavasza           | Firenze, Teatro di Via del Cocomero                |                                                                          |
| Azor, re di Kibinga                                                            | vígjáték            | 2        | Giovanni Bertati                | 1779 ősze              | Velence, Teatro San Moisè                          |                                                                          |
| Le gelosie villane                                                             | vígjáték            | 2        | Tommaso Grandi                  | 1779                   | Casale Monferrato, Teatro Secchi                   | bizonytalan időpont                                                      |
| Amor costante                                                                  | intermezzo          | 2        | Giovanni Bertati                | 1780 farsangja         | Róma, Teatro Capranica                             |                                                                          |
| Tito nelle Gallie                                                              | zenedráma           | 3        | Pietro Giovannini               | 1780 farsangja         | Róma, Teatro delle Dame                            |                                                                          |
| I viaggiatori felici                                                           | vígjáték            | 2        | Filippo Livigni                 | 1780. október          | Velence, Teatro Grimani di San Samuele             |                                                                          |
| La donna volubile                                                              |                     |          |                                 | 1781 farsangja         | Piacenza                                           |                                                                          |
| Lo sposo per equivoco                                                          | intermezzo          |          |                                 | 1781 farsangja         | Róma, Teatro Capranica                             |                                                                          |
| Il trionfo di Arianna                                                          | zenedráma           | 2        | Carlo Giuseppe Lanfranchi Rossi | 1781 áldozócsütörtökje | Velence, Teatro San Moisè                          |                                                                          |
| L'imbroglio delle tre spose                                                    | vígjáték            | 2 atti   | Giovanni Bertati                | 1781 ősze              | Firenze, Teatro della Pergola                      |                                                                          |
| Gli amanti canuti                                                              | vígjáték            |          | Carlo Giuseppe Lanfranchi Rossi | 1781 ősze              | Velence, Teatro San Moisè                          |                                                                          |
| L'infante di Zamora                                                            |                     |          |                                 | 1781                   | Párizs, Menus-Plaisirs du Roi                      |                                                                          |
| Zemira                                                                         | zenedráma           | 2        | Gaetano Sertor                  | 1782 farsangja         | Velence, Teatro San Benedetto                      |                                                                          |
| Il disprezzo                                                                   | vígjátékjelenet     | 1        |                                 | 1782 farsangja         | Velence, Teatro Grimiani di San Samuele            |                                                                          |
| Il trionfo della costanza                                                      | vígjáték            |          | Carlo Francesco Badini          | 1782. december 19.     | London                                             |                                                                          |
| La finta ammalata                                                              |                     | 2        | Giovanni Battista Lorenzi       | 1782-3 farsangja       | Parma, Teatro di Corte                             | bizonytalan időpont                                                      |
| I vecchi burlati                                                               | vígjáték            |          | Antonio Palomba                 | 1783. március 27.      | London, Haymarket Theatre                          |                                                                          |
| Chi cerca trova                                                                |                     |          |                                 | 1783                   | Firenze, Teatro di Via del Cocomero                | bizonytalan dátum talán 1789                                             |
| Issipile                                                                       | zenedráma           |          | Antonio Andrei                  | 1784. május 8.         | London, Haymarket Theater                          | Da Pietro Metastasio                                                     |
| Le due gemelle                                                                 | vígjáték            | 2        | Girolamo Tonioli                | 1784. június           | London, Haymarket Theater                          |                                                                          |
| Gli sposi in commedia                                                          |                     | 2        | Antonio Palomba                 | 1784                   | Piacenza, Teatro Ducale                            | bizonytalan időpont                                                      |
| Il cavaliere per amore                                                         |                     | 2        | Giuseppe Petrosellini           | 1784                   | Berlin, Königliches Theater                        | bizonytalan időpont                                                      |
| La pazza per amore                                                             | vígjáték            | 2        |                                 | 1785 farsangja         | Correggio, Teatro Pubblico                         |                                                                          |
| L'inglese in Italia                                                            | vígjáték            | 2        | Carlo Francesco Badini          | 1786. május 20.        | London, Haymarket Theater                          |                                                                          |
| Le gelosie fortunate                                                           | vígjáték            | 2        | Filippo Livigni                 | 1786 ősze              | Velence, Teatro San Samuele                        |                                                                          |
| Le pazzie de' gelosi                                                           | bohózat             | 2        |                                 | 1787 farsangja         | Róma, Teatro Valle                                 |                                                                          |
| Creso                                                                          | zenedráma           |          | Giovacchino Pizzi               | 1787 farsangja         | Róma, Teatro Argentina                             |                                                                          |
| L'orfanella americana                                                          | vígjáték            |          | Giovanni Bertati                | 1787 ősze              | Velence, Teatro San Moisè                          |                                                                          |
| La villanella di spirito                                                       |                     | 2        |                                 | 1787                   | Róma                                               | bizonytalan dátum                                                        |
| La maga Circe                                                                  | bohózat             | 1        |                                 | 1788 farsangja         | Róma, Teatro Valle                                 |                                                                          |
| Artaserse                                                                      | zenedráma           | 3        | Pietro Metastasio               | 1788 farsangja         | Róma, Teatro delle Dame                            |                                                                          |
| I matrimoni per fanatismo                                                      | vígjáték            | 2        | Carlo Sernicola                 | 1788                   | Nápoly, Teatro del Fondo                           |                                                                          |
| La gazzetta, o sia il bagiano deuso                                            | bohózat             | 2        | Giuseppe Petrosellini           | 1789 farsangja         | Róma, Teatro Valle                                 |                                                                          |
| Zenobia di Palmira                                                             | zenedráma           | 3        | Gaetano Sertor                  | 1789. december 26.     | Velence, Teatro San Benedetto                      |                                                                          |
| L'antiquario                                                                   | vígopera            |          |                                 | 1789                   | Párizs, Feydeau                                    | bizonytalan dátum                                                        |
| Gli artigiani (L'amor artigiano)                                               | vígjáték            | 2        | Giuseppe Foppa                  | 1793 tavasza           | Velence, Teatro San Moisè                          | Carlo Goldoni                                                            |

### Kantáták
- I dioscuri (librettó: Saverio Mattei és Giovanni Battista Basso-Bassi, 1771, Teatro di San Carlo, Nápoly Gaspare Pacchierottival)
- L'armonia (librettó: Mattia Butturini, Velence, 1790)

### Egyházi zene

#### Oratóriumok
- La madre dei Maccabei (librettó: Giuseppe Barbieri, Róma, 1765)
- Noe sacrificium (Velence vagy Firenze, 1769)
- Carmina sacra canenda in nosocomio pauperum derelictorum (Velence, 1773)
- Jerusalem eversa (Velence, 1774)
- David contra Philisthaeos (Velence, 1775)
- Giuseppe riconosciuto (librettó: Pietro Metastasio, Róma, 1776)
- Carmina sacra recinenda a piis virginibus (Velence, 1776)
- Samuelis umbra (Velence, 1777)
- Virginis assumptae triumphus (Velence, 1780)
- La nascita del Redentore (librettó: Giacomo Gregorio, Róma, 1780)
- Esther (Velence, 1781)
- La Betulia liberata (librettó: Pietro Metastasio, 1781)
- Sedecias (Velence, 1782)
- Il sacrificio di Noè uscito dall'arca (Róma, 1783)
- Prodigus (Velence, 1786)
- Sant'Elena al Calvario (librettó: Pietro Metastasio, Róma, 1786)
- Ninive conversa (Velence, 1787)
- Il figliuol prodigo (librettó: Carlo Antonio Femi, Róma, 1792)
- La morte di San Filippo Neri (librettó: Carlo Antonio Femi, Róma, 1796)
- Gerico distrutta
- Il convito di Baldassare
- Per la nascita di Nostro Signore Gesù Cristo

#### Egyéb egyházi zenék
- 6 mise
- 6 Kyrie et Gloria
- Qui Tollis
- 2 Credo
- 5 Salve regina
- 8 egyéb motetta
- Miserere
- Nagyheti dalok
- Számos salmo
- Különböző himnuszok
- Egyéb kis egyházi művek

### Hangszeres zene
- 67 szimfónia
- Menüett 2 hegedűre és csellóra
- 5 kvintett

## Fordítás
Ez a szócikk részben vagy egészben  a   Pasquale Anfossi című olasz Wikipédia-szócikk ezen változatának fordításán alapul.  Az eredeti cikk szerkesztőit annak laptörténete sorolja fel. Ez a jelzés csupán a megfogalmazás eredetét és a szerzői jogokat jelzi, nem szolgál a cikkben szereplő információk forrásmegjelöléseként.